# Рекша Володимир Миколайович
Володимир Миколайович Рекша (нар. 2 листопада 1982, Львів, Україна) — відомий український стронгмен, найсильніша людина планети у вазі до 105 кг. 2013—2014 років, чемпіон світу в команді, чемпіон Європи 2016 р.Двічі віце чемпіон турніру"Арнольд класік"(Коламбус США)2015,2020рік. Автор багатьох національних та світових рекордів, [[заслужений майстер спорту україни. Окрім цього Володимир є чотириразовим чемпіоном України з важкої атлетики та Найсильнішою людиною України 2012 року у ваговій категорії до 105 кг.

## Життєпис
Народився 2 листопада 1982 року у місті Львів. У 1999 році закінчив Львівську середню школу № 31. У дитинстві був хворобливим, однак все змінила серйозна хвороба.
Після лікування юний Володимир пішов у секцію важкої атлетики поблизу будинку, де мешкала сім'я. Мотивацією для спортсмена стали інші силачі, яких він хотів перевершити. У 16 років виконав нормативи майстра спорту України з важкої атлетики. У 2003 році закінчив Львівський державний університет фізичної культури за спеціальністю Олімпійський та професійний спорт.
У 21 рік стає членом збірної України з важкої атлетики, однак підкорити Олімпіаду у Пекіні йому не вдалося. З 2010 року займається багатоборством стронгменів. У 2012 році виборов титул найсильнішої людини України у вазі до 105 кг, у цьому ж році став бронзовим призером чемпіонату світу.
20 грудня 2013 року став переможцем Чемпіонату світу у ваговій категорії до 110 кілограмів за версією Всесвітньої федерації стронгменів. 2 листопада 2014 року переміг на чемпіонаті світу у м. Гельсінкі, Фінляндія. 14 березня 2015 року завоював срібло на всесвітньо відомому турнірі «Arnold Strongman Classic 2015». У червні 2015 року здобув перемогу на стронгменівській лізі чемпіонів у Норвегії. У серпні 2015 року переміг у змаганні Савіцкас Класік. 30 листопада 2015 року став віцечемпіоном на турнірі World’s Strongest Man 105 kg, м. Осло, Норвегія. 17 липня 2016 року виборов титул чемпіона світу в команді, 26 серпня 2016 року переміг на чемпіонаті Європи у в. к. до 105 кг, м. Августов, Польща.
Перемагав у багатьох міжнародних та всеукраїнських турнірах в абсолютній ваговій категорії.